# Залужнево (Ярославская область)
В Рыбинском районе есть деревня с похожим названием Залужье.
Залу́жнево — деревня Арефинского сельского поселения Рыбинского района Ярославской области России.
Деревня расположена на западе сельского поселения, западнее левого берега реки Золотуха, левого притока реки Морма, к западу от деревни Овинища. Ниже Овинищ по течению, к северо-востоку, непосредственно соприкасаясь околицами стоит деревня Коняево. Выше по течению Золотухи, примерно в 2 км на юг от Залужнево стоит деревня Николо-Тропа. На юго-восток от Овинищ незаселенный лесной массив бассейна реки Мормы. Залужнево расположено на окруженном лесом поле, к западу от которого, по опушке леса протекает река Грабежовка.
Деревня Залужье обозначена на плане Генерального межевания Рыбинского уезда 1792 года.
На 1 января 2007 года в деревне Залужнево числилось 4 постоянных жителя. Почтовое отделение, расположенное в центре сельского поселения селе Арефино обслуживает в деревне Залужнево 15 домов.